# 7162 Сідвелл
7162 Сідвелл (7162 Sidwell) — астероїд головного поясу, відкритий 15 листопада 1982 року.
Тіссеранів параметр щодо Юпітера — 3,543.